# Museo delle attività cartarie e della stampa
Il MACS - Museo delle Attività Cartarie e della Stampa è parte integrante del Polo Museale istituito presso la Rocca di Subiaco. 
Il museo è articolato in due nuclei: la Torre Borgiana ospita la sezione dedicata alle attività cartarie, mentre l'edificio più antico del complesso architettonico ospita la sezione incentrata sulla stampa.

## Storia
La tematica legata alla stampa e alla produzione della carta è fortemente sentita all'interno della Città di Subiaco e nell'ampio territorio della Valle dell'Aniene in quanto è nel Monastero di S. Scolastica che venne stampato il primo libro a caratteri mobili d'Italia da due monaci allievi di Gutemberg. 
Gli avvenimenti susseguitisi a Subiaco durante la seconda metà del XV secolo contribuirono in maniera determinante all'imponente crescita culturale italiana, al vivace periodo artistico e letterario rinascimentale, alla crescita politica e strategica della classe dominante dell'epoca. Il MACS richiama infatti l'origine e la diffusione in Italia della stampa a caratteri mobili, una tecnologia che ha rivoluzionato il modo di diffondere e conservare la conoscenza attraverso i libri. 
Nel 1465, Arnold Pannartz e Konrad Sweynheym giunsero al Monastero di S. Scolastica di Subiaco, portandovi le conoscenze tecniche basilari per la costruzione del torchio tipografico e per la realizzazione dei caratteri mobili, apprese da Gutemberg.
Una volta giunti a Subiaco, insegnarono la tecnica della stampa ad altri monaci presenti nel monastero, presero contatti con fabbri e falegnami del posto, costruirono tutte le macchine e le attrezzature necessarie per stampare, si procurarono un quantitativo sufficiente di inchiostro, fusero e ottennero i caratteri mobili in metallo appositamente disegnati dai monaci amanuensi del cenobio sublacense con un carattere particolare da allora conosciuto come Carattere Tipografico Subiaco.
Pennartz e Sweynheym nel 1465 stamparono un totale di millecentoventicinque libri, tra i quali si annoverano: trecento copie di una Grammatica latina Donatus Pro Puerulis di Elio Donato (forse iniziato negli ultimi mesi del 1464), duecentosettantacinque volumi riferibili al del De Oratore di Cicerone 1 ottobre 1465, altrettante copie di un’antologia delle Opere di Lattanzio e datata 29 ottobre 1465 e del De Civitate Dei di Sant’Agostino 12 giugno 1467. I due monaci tipografi risiedettero a Subiaco fino all'estate del 1467; nel settembre dello stesso anno è testimoniata una loro presenza a Roma, dove stamparono le Epistulae ad familiares di Cicerone per la Famiglia Massimo.
Juan de Torquemada e i due monaci diedero così inizio alla storia della più antica tipografia d'Italia. Nel tempo, la necessità di dover stampare un numero crescente di copie, nuove versioni, repliche, diede impulso all'organizzazione di numerosi opifici lungo le sponde dell'Aniene per la manifattura della carta, compartimento produttivo storico la cui tradizione ancora oggi si mantiene.

I tipi di carattere utilizzati da Conrad Schweynheym e Arnold Pannartz a Subiaco (1465-1467).

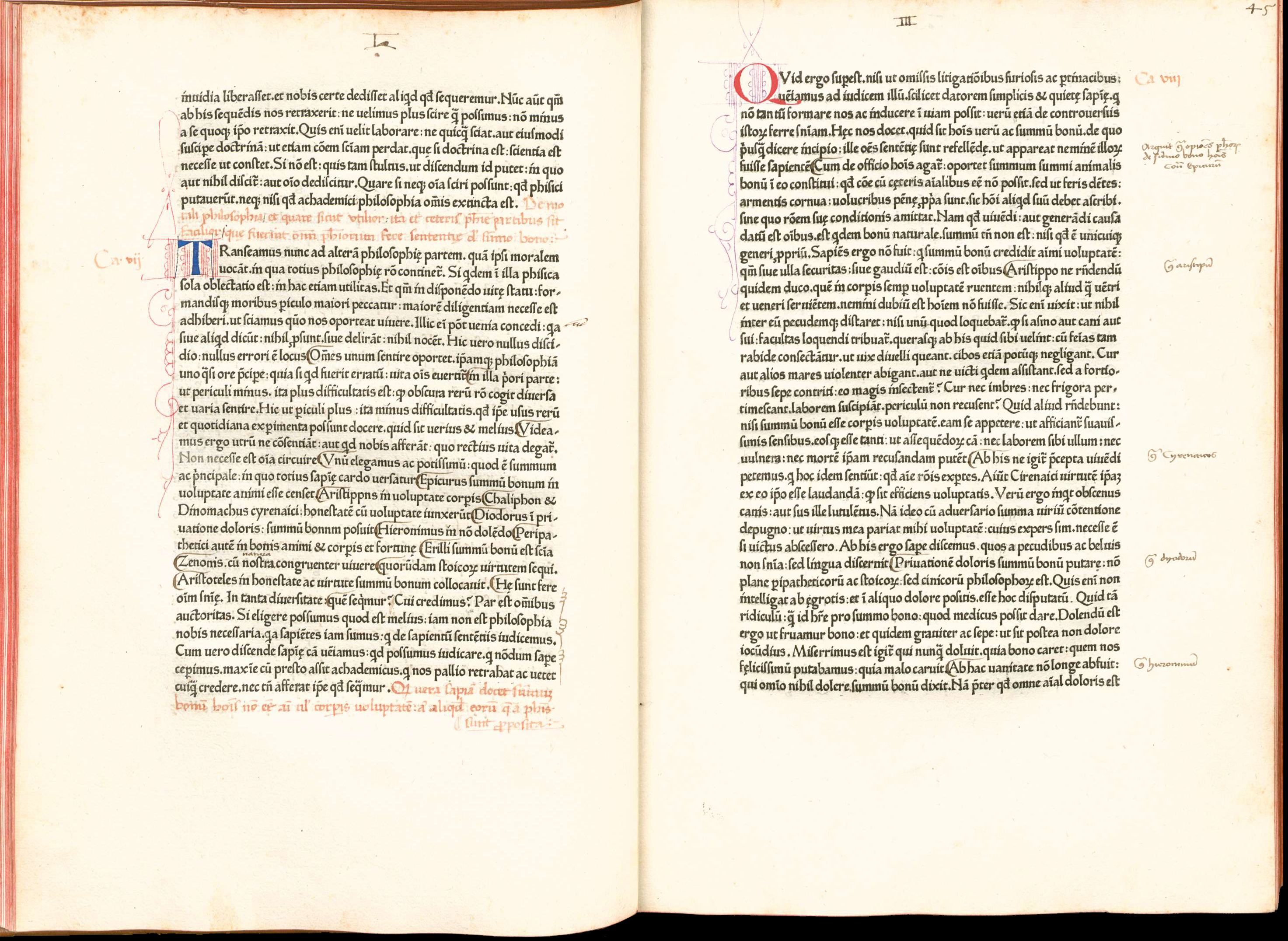
Pagine dal "De divinis institutionibus" di Lattanzio stampato da Pannartz e Sweynheim nel 1465 a Subiaco.

Il museo tratta quindi di entrambe queste tematiche, tramandando sia l'enorme potenziale tipografico che la lunga tradizione della produzione della Carta di Subiaco.

## Struttura del MACS
Il Museo è diviso in due: al piano terra sono le attività Cartaie.

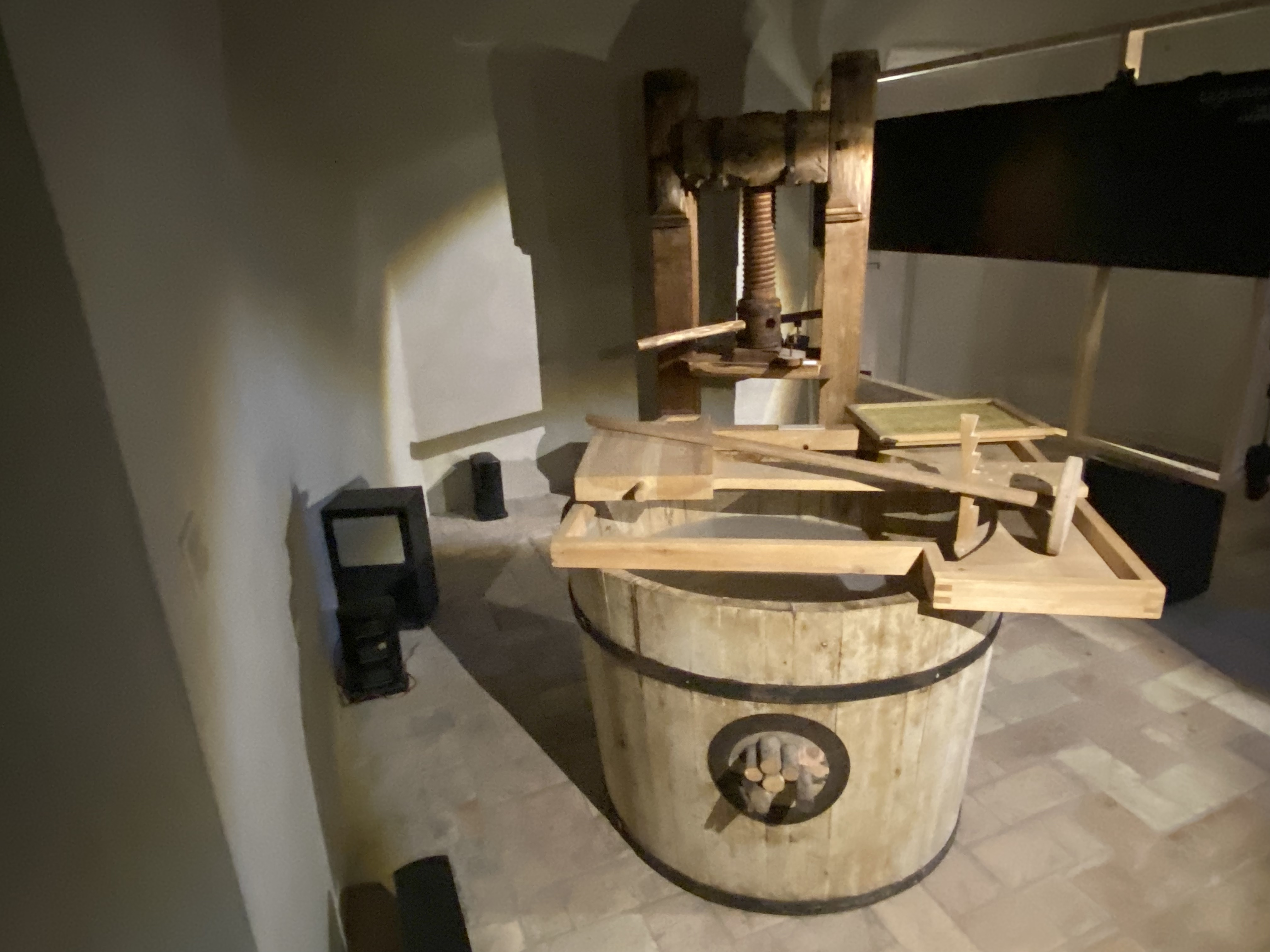
Tino e pressa per la realizzazione della carta simili a quelli utilizzati dai primi cartai di Subiaco esposto oggi al MACS di Subiaco.

### Sezione delle Attività Cartaie
A questo nucleo si accede dalla porta situata sulla destra guardando il portale principale con scalinata del corpo di fabbrica. Un lungo corridoio e una passerella fanno in modo di poter accedere agli ambienti delle cucine della fortezza dei Borgia oggi riadattati a spazio espositivo. I pannelli sono in legno stampato, la prima sala contiene un interessante pannello che mostra la diffusione della carta dall'oriente al nord africa, da qui alla penisola Iberica e quella Italiana e da qui al resto dell'Europa. Al centro della sala un modellino  mostra la crescita della città di Subiaco dal nucleo primordiale fino all'attuale stato urbano. Nella sala successiva vi è l'interessante ricostruzione di un tino per la realizzazione della carta. 

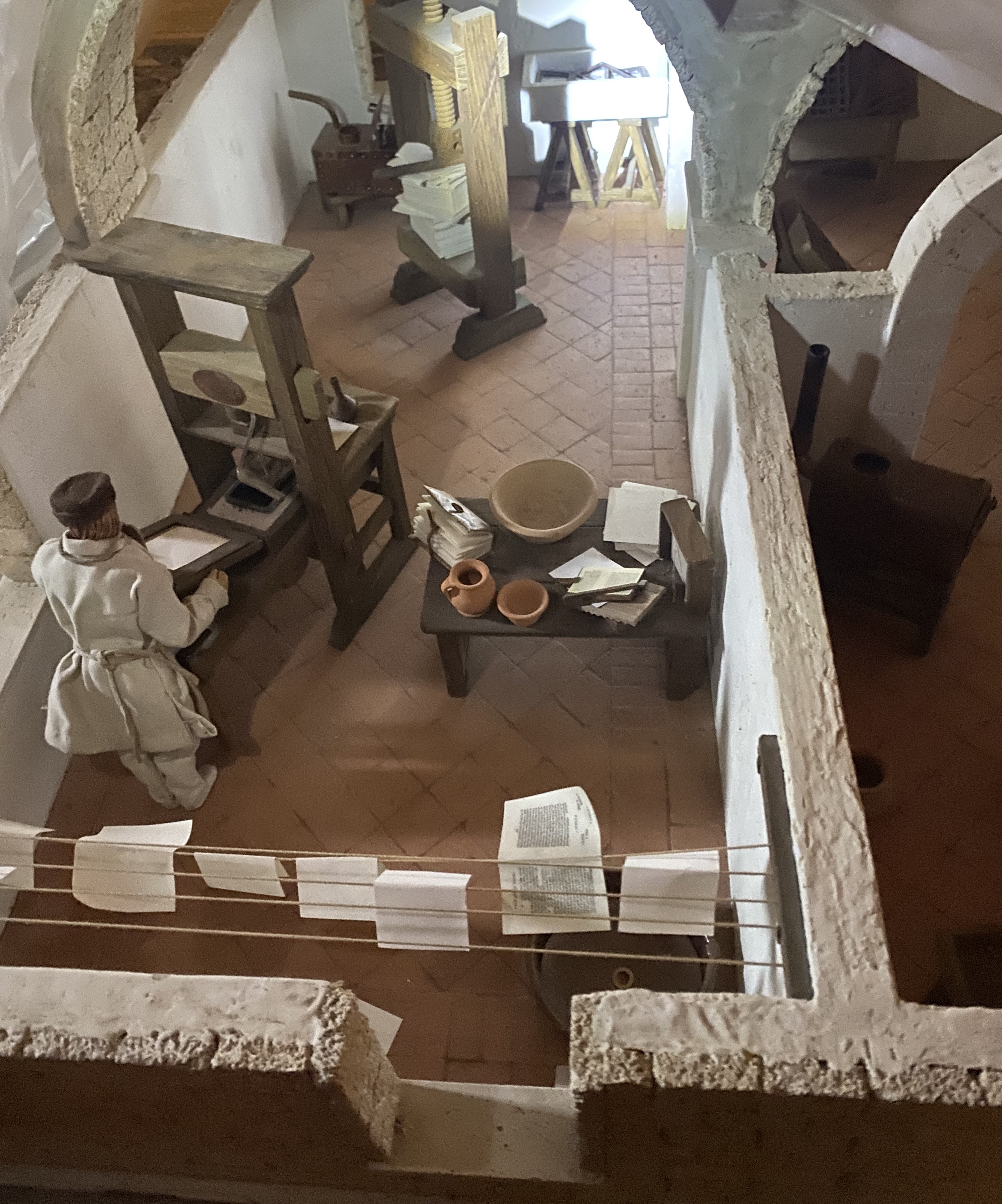
Modellino presente al Museo della Stampa del Polo Museale di Subiaco e mostra tutte le attività e le tecnologie connesse a questa pratica.

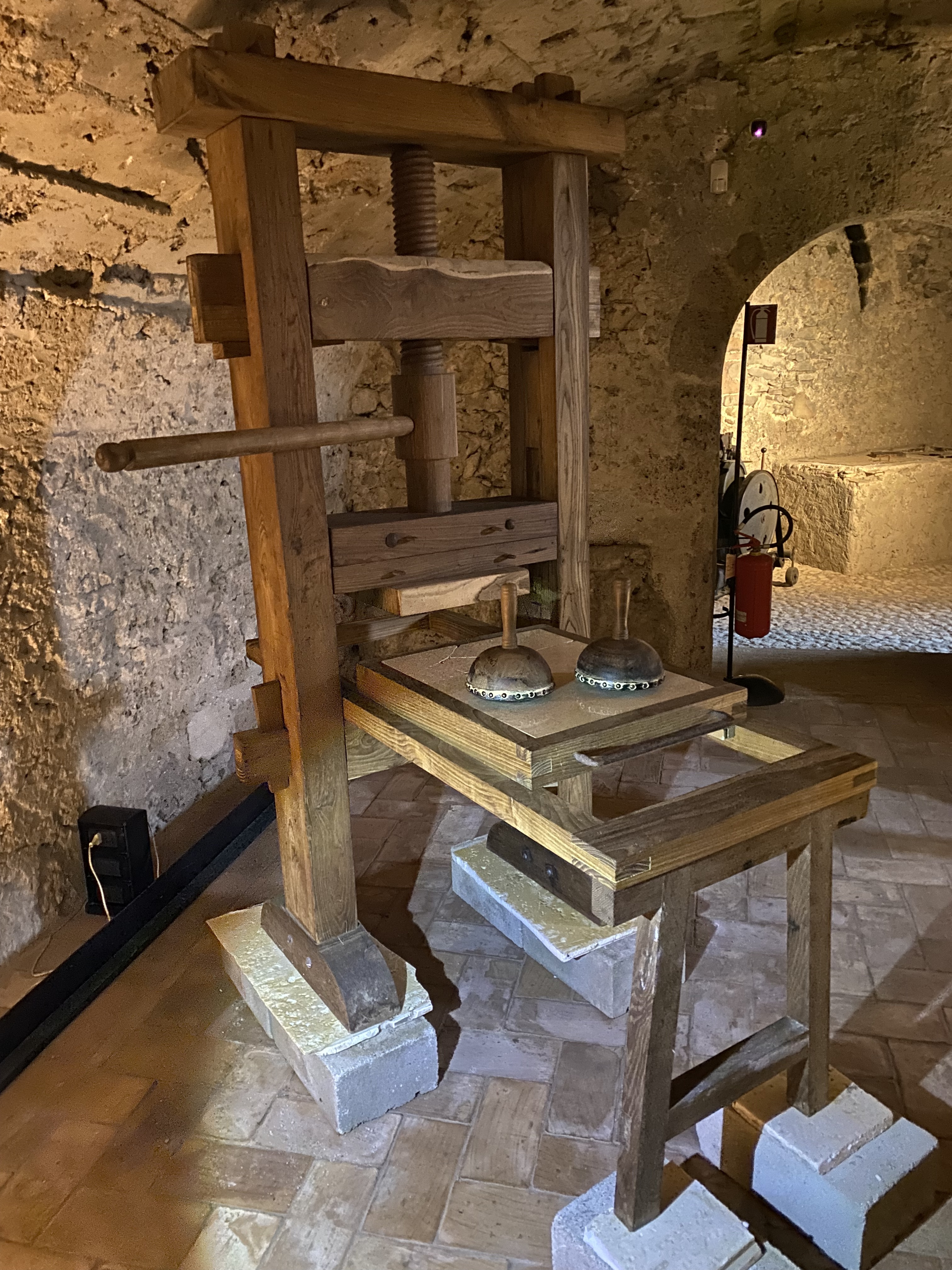
Torchio tipografico del MACS di Subiaco.

### Sezione della Stampa
Si entra dall'ala sinistra della Rocca, detta di Giovanni V; nel corridoio che vi si apre, si cammina attraverso le tappe della storia della stampa a Subiaco. Il percorso giunge nella sala principale dove sono presenti l'interessante ricostruzione del torchio tipografico, simile a quello dei tempi di Gutemberg. Un terzo modellino ricostruisce gli ambienti e i gesti della tipografia sublacense. Procedendo intorno a un lungo tavolo, si può apprendere la storia dei primi libri stampati a Subiaco: il primo esperimento tipografico, come l'opuscolo Donatus pro puerulis, una grammatica latina utilizzata per l'insegnamento ai bambini, di cui è esposta una riproduzione essendo l'originale andato perduto. La restituzione filologica deriva da un volume oggi alla Biblioteca Nazionale Svedese di Stoccolma, stampato con tecniche simili a quelle originali e con carattere tipografico Sublacense.